# Lhawutara Thubten Tenthar
Lhawutara Thubten Tenthar aussi écrit Lhawutara Thupten Tender (tibétain ལྷའུ་རྟ་ར་ཐུབ་བསྟན་བསྟན་དར, Wylie : lha'u rta ra thub bstan bstan dar, pinyin tibétain : Lhaudara Tubdain Daindar ; 1908-1985) est un moine-fonctionnaire grand secrétaire du gouvernement tibétain, diplomate et écrivain tibétain.

## Biographie
Pour les participer aux négociations tibéto-chinoises en 1921, le Kashag a nommé Lhawutara Thupten Tender et Kheme Sonam Wangdu pour se rendre à Pékin. Ils sont assistés de Phuntsog Tashi Takla comme interprète chinois et de Sangdu Lobsang Rinchen comme interprète anglais. La délégation reçut un document avec les noms de cinq représentants ; Ngabo Nawang Jigme est nommé représentant principal. La délégation reçut des instructions selon lesquelles elle ne devait en aucun cas accepter la souveraineté chinoise sur le Tibet et devait renvoyer les points importants à Dromo pour consultation et, à cette fin, une communication directe sans fil devait être établie entre Pékin et Dromo. Il était clair que bien que Ngabo ait été nommé représentant principal, il n'avait aucune autorité de prendre des décisions sans autre consultation avec le Kashag et le dalaï-lama. La délégation reçut également une proposition orale en dix points qu'elle devait aborder avec les Chinois. Pour se rendre Pékin, la délégation tibétaine passe par l'Inde, et le 24 mars 1951, elle rencontre à  Delhi Nehru. Lhawutara lui présente une lettre du dalaï-lama et lui demande son avis sur les pourparlers. Les Tibétains demandent si l'Inde pouvait servir de médiateur entre le Tibet et la Chine. Nehru n'a pas répondu à ce point. Selon Lhawutara, Nehru les informe que les Chinois insisteront sur trois points. Premièrement, les Tibétains devraient accepter l'affirmation chinoise selon laquelle le Tibet faisait partie de la Chine ; selon Nehru, les revendications chinoises sur le Tibet étaient internationalement reconnues. Deuxièmement, les Tibétains devraient renoncer au droit de mener leurs propres affaires extérieures. Troisièmement, les Tibétains ne doivent pas accepter le stationnement de troupes chinoises au Tibet, car cela aurait de graves répercussions sur l'Inde. La déclaration de Nehru fut une grande déception pour la délégation tibétaine. La délégation tibétaine partit pour Pékin en sachant que l'Inde n'était pas prête à soutenir l'indépendance du Tibet. A Delhi, la délégation tibétaine rencontre aussi l'ambassadeur de Chine, qui remet à chaque membre de la délégation un passeport chinois. L'ambassade de Chine prend des dispositions pour le voyage et obtient les visas de transit pour Hong Kong. 
Envoyé de Dromo à Pékin avec Sonam Wangdu, Lhawutara Thubten Tenthar est l'un des délégués tibétains qui signa l'accord en 17 points. 
Lhawutara Thubten Tenthar, de même que Sampho Tenzin Dhondup un autre signataire de l'accord en 17 points, a passé près de 20 ans dans les camps de travail. Il déclare avoir passé 3  années en prison et avoir été libéré après avoir étudié le marxisme-léninisme et la pensée de Mao Zedong.
Il est intéressant de noter que non seulement Ngabö, le chef de la délégation tibétaine, mais aussi la plupart des autres hauts délégués tibétains ont écrit leurs propres comptes rendus sur les négociations de 1951. Lhautara Tupten Tendar, le deuxième membre le plus ancien de l'équipe tibétaine, a écrit un compte rendu qui est publié au Tibet en 1982 pour distribution interne aux membres du Comité consultatif politique.
Il existe également une biographie de Lhautara écrite par son secrétaire et publiée par la Bibliothèque des archives et des œuvres tibétaines à Dharamsala.

## Ouvrages
- (bo) Lo rGyus Rig gNas dPyad gZhi'i rGyu cha bDams BsGrigs, Vol. 12, People's Publishing House, Beijing, 1990
- (bo) Bod zhi bas bcings 'grol 'byung thabs skor gyi gros than tshan bcu bdun la ming rtags bkod pa'i sngon rjes su [The 17-Point Agreement for the Peaceful Liberation of Tibet]. Bod kyi rig gnas dpyad gzhi'i lo rgyus rgyu cha bdams bsgrigs, vol. 1. Ed. Bod rang skyong ljongs chab gros lo rgyus rig gnas dpyad gzhi'i rgyu cha u yon lhan khang. Lhasa: Bod ljongs mi dmangs dpe skrun khang, 1982, 88–117.

## Biographie
- (bo) Bstan 'dzin rgyal mtshan, Lha'u rta ra'i lo rgyus [History of Lhautara]. Dharamsala: Library of Tibetan Works and Archives, 1988.